# Weenzen
Weenzen er en by og tidligere kommune i det centrale Tyskland med 362(2016) indbyggere, hørende under Landkreis Hildesheim i den sydlige del af delstaten Niedersachsen. Den er en del af amtet (Samtgemeinde) Duingen.

## Geografi
Marienhagen ligger i Leinebergland øst for Naturpark Weserbergland Schaumburg-Hameln mellem Elze mod nord og Eschershausen mod syd. Mod nordvest ligger Thüster Berg, mod øst Duinger Berg og mod vest Ith.